# Juan De Gracia
Juan De Gracia (Panamá, Panamá, 4 de febrero de 1986) es un futbolista panameño. Juega de volante y su equipo actual es el Herrera FC de la Primera División de Panamá. También ha sido seleccionado nacional.
Participó en el torneo Preolímpico de Concacaf de 2012

## Selección nacional

### Goles internacionales
| Goles internacionales | Goles internacionales | Goles internacionales                       | Goles internacionales | Goles internacionales | Goles internacionales | Goles internacionales |
| Num.                  | Fecha                 | Lugar                                       | Rival                 | Gol                   | Resultado             | Competición           |
| --------------------- | --------------------- | ------------------------------------------- | --------------------- | --------------------- | --------------------- | --------------------- |
| 1                     | 21 de agosto de 2014  | Estadio Rommel Fernández, Juan Díaz, Panamá | Cuba                  | 2-0                   | 4-0                   | Amistoso              |

## Clubes
| Club             | País   | Año       |
| ---------------- | ------ | --------- |
| Chepo FC         | Panamá | 2007-2012 |
| San Francisco FC | Panamá | 2012-2013 |
| Sporting SM      | Panamá | 2013      |
| CD Árabe Unido   | Panamá | 2014-2015 |
| CA independiente | Panamá | 2015-2016 |
| Municipal SM     | Panamá | 2016-2017 |
| Sporting SM      | Panamá | 2017-2019 |
| Azuero FC        | Panamá | 2020      |

- Datos: Q3810937